# 여귀교- 저주를 부르는 게임
《여귀교- 저주를 부르는 게임》(중국어: 女鬼橋2：怨鬼樓, 영어: The Bridge Curse: Ritual)는 2023년에 개봉한 대만의 공포, 미스터리, 스릴러 영화이다.
 해악륭이 감독을 맡았다.
 대만은 2023년 10월 13일에 대한민국은 2023년 11월 15일에 개봉되었다.

## 줄거리
※경고※

저주를 부르는 게임, 플레이 하시겠습니까? 

1. 나홀로 숨바꼭질

2. 구석놀이

3. 엘리베이터 의식

퀘스트가 계속될수록

현실과 게임의 경계가 무너지고 예상치 못한 기묘한 일들이 벌어지는데...!

## 출연진

### 주연
- 시백우
- 왕유훤
- 임철희

### 조연
- 맹경여